# Rudolf Stern (Mediziner)
Rudolf Stern (* 1895; † 1962) war ein deutscher Arzt.

## Familie
Rudolf Stern war Sohn des Arztes Richard Stern, eines in Breslau bekannten Mediziners und Universitätsprofessors. 
Stern nahm als Offizier am Ersten Weltkrieg teil und erhielt das Eiserne Kreuz erster und zweiter Klasse, wurde nach dem Krieg aber zu einem überzeugten Pazifisten. 
Seit April 1919 war Rudolf Stern mit Käthe Brieger verheiratet, die eine promovierte Physikerin war und sich später als Mathematik-Didaktikerin einen Namen machte. Das Paar hatte zwei Kinder, Tochter Toni und Sohn Fritz. Dieser ist benannt nach seinem Paten Fritz Haber, zu dem Rudolf Stern eine enge Freundschaft pflegte.

## Berufliches
Rudolf Stern studierte Medizin und war anschließend von Mai 1921 bis Oktober 1923 unter Herbert Freundlich im Haberschen Institut tätig und arbeitete auf dem Gebiet der Kolloidchemie.
Gleichzeitig übertrug Haber ihm die Stelle des Hausarztes, womit Stern seine Tätigkeit als praktizierender Arzt erweiterte. 
Anschließend wurde er außerordentlicher Professor an der Breslauer Universität. 
Im Herbst 1925 wurde Stern auf Vorschlag seines Lehrers Oskar Minkowski Privatdozent für innere Medizin in Breslau. 
1930 wechselte Rudolf Stern von der Universität zur Poliklinik. 
Nach einer anderen Quelle war er von 1925 bis 1933 Hochschullehrer an der Berliner Universität.
Er emigrierte 1938 in die USA und starb dort im November 1962.

## Beziehung zu Fritz Haber
Rudolf Stern und Fritz Haber trafen sich das erste Mal im Jahre 1913 im Schlosshotel eines Schweizer Kurorts. 
Im Januar 1921 trafen sie sich in Oberschreiberhau wieder, wo sich Haber in einem Sanatorium aufhielt. Als Dank für Sterns Hilfe bot Haber ihm eine Assistentenstelle in seinem Institut an, welche Stern dann auch annahm. 
Zwischen Haber und Stern entwickelte sich eine jahrelange enge Freundschaft.
Das letzte Treffen zwischen Stern und Haber fand am 29. Januar 1934 statt, am Vorabend von Habers Tod in Basel.